# ボルウォイ島
ボルウォイ島（Borðoy）は、6番目に大きいフェロー諸島を形成する島の一つ。フェロー諸島の北東に位置し、諸島で2番目に大きい町であるクラクスヴィークをはじめ、全部で8つの主要な都市の他に集落がある。人口は5002人（2007年）で諸島内では5番目。1989年まで道が通っていなかったが、ヘリコプターやボートで資材が運ばれ、しだいに建設されるようになった。2006年に開通したノルドヤトンネルにてエストゥロイ島と結ばれ、首都トースハウンやヴォーアル空港から自動車で辿り着ける。また隣接するクノイ島・ヴィドイ島と土手道で接続している。島内には5つの主な山がそびえ立っている。

## 都市・集落
- クラクスヴィーク
- Norðoyri
- Ánir
- Árnafjørður
- Strond
- Norðtoftir
- Depil
- Norðdepil
- Skálatoftir
- Múli
- Fossá

## 山地
| 名称         | 高さ |
| ------------ | ---- |
| Lokki        | 755m |
| Háfjall      | 647m |
| Borðoyarnes  | 392m |
| Depilsknúkur | 680m |
| Hálgafelli   | 503m |